# 岩代テレビ中継局
岩代テレビ中継局（いわしろテレビちゅうけいきょく）は、福島県二本松市百目木に置かれているテレビ中継局である。

## 概要
- 当中継局は、二本松市百目木字名目津の鳥上山に置かれている。
- 当中継局には在福アナログVHFテレビ局であるNHK福島放送局と福島テレビのみ中継局を置いていた。なお、在福・在郡アナログUHFテレビ局は、笹森山・福島本局や周辺地域の中継局を受信していた。
- なお、デジタル放送については、当初はNHKのみ開局し、アナログで中継局を置いていたFTVは非該当であったが、2013年1月に、在福・在郡（アナログ）UHF放送局と共に開局した。

## 中継局概要

### デジタル放送
| ID | 放送局名           | 物理 チャンネル | 空中線電力 | ERP  | 放送対象地域 | 放送区域内世帯数 | 開局日         |
| -- | ------------------ | --------------- | ---------- | ---- | ------------ | ---------------- | -------------- |
| 1  | NHK 福島総合       | 40              | 1W         | 4.3W | 福島県       | 258世帯          | 2010年10月13日 |
| 2  | NHK 福島教育       | 38              | 1W         | 4.3W | 全国         | 258世帯          | 2010年10月13日 |
| 4  | FCT 福島中央テレビ | 34              | 1W         | 3.1W | 福島県       | 258世帯          | 2013年1月27日  |
| 5  | KFB 福島放送       | 36              | 1W         | 3.1W | 福島県       | 258世帯          | 2013年1月27日  |
| 6  | TUF テレビユー福島 | 32              | 1W         | 3.1W | 福島県       | 258世帯          | 2013年1月27日  |
| 8  | FTV 福島テレビ     | 42              | 1W         | 3.1W | 福島県       | 258世帯          | 2013年1月27日  |

- NHKは、2010年8月25日に予備免許交付、9月中旬から10月12日まで試験放送実施、10月8日に本免許交付、10月13日から本放送開始。
- 民放は、2012年11月28日に予備免許交付、12月20日から試験放送実施、2013年1月22日に本免許交付、1月27日から本放送開始。
- なお、FTVは事実上の中継局再開、FCT・KFB・TUFはデジタル新局で開局。

### アナログ放送
| チャンネル | 放送局名       | 空中線電力        | ERP                 | 放送対象地域 | 放送区域内世帯数 |
| ---------- | -------------- | ----------------- | ------------------- | ------------ | ---------------- |
| 5          | NHK 福島教育   | 映像1W /音声250mW | 映像3.5W /音声890mW | 全国         | 不明             |
| 7          | NHK 福島総合   | 映像1W /音声250mW | 映像3.5W /音声870mW | 福島県       | 不明             |
| 12         | FTV 福島テレビ | 映像1W /音声250mW | 映像3.5W /音声880mW | 福島県       | 不明             |

- 当初、全国一斉の2011年7月24日で廃局となる予定だったが、東日本大震災発生の影響から、廃局が、2012年3月31日まで延期された。